# Drážní vozidlo s naklápěcí skříní

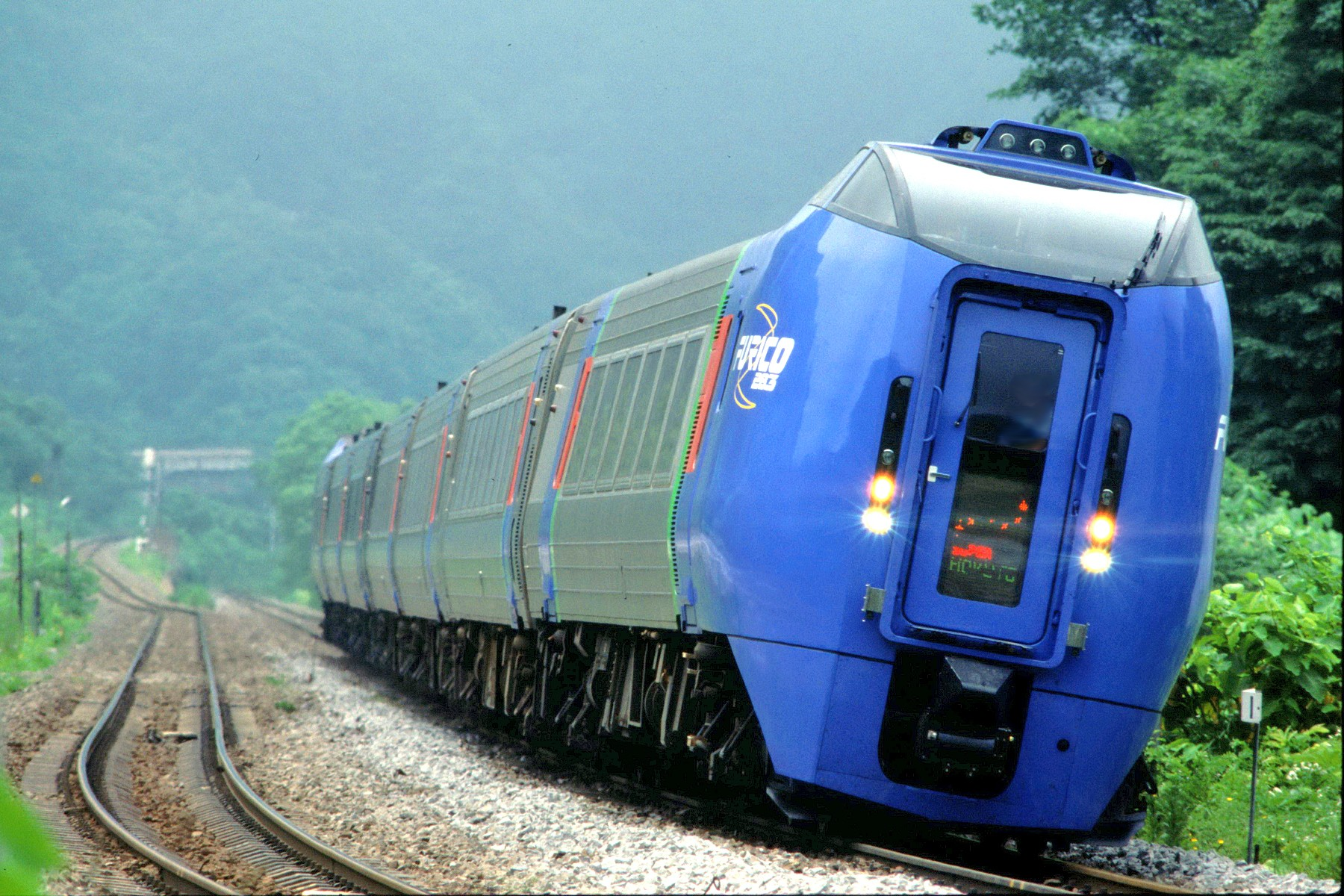
Japonská jednotka série KiHa 283 s naklápěcími skříněmi. Tyto vozy se dokáží naklonit až o 8° (6° při běžných podmínkách).

Drážní vozidlo s naklápěcí skříní je kolejové vozidlo vybavené mechanismem, který umožňuje skříň vozidla lehce naklonit. Tímto náklonem se zčásti kompenzuje působení odstředivé síly na objekty uvnitř vlaku při průjezdu obloukem.
Tímto způsobem lze dosáhnout mírného zvýšení průměrné rychlosti vlaků v trasách, kde by výstavba vysokorychlostní tratě a zakoupení vysokorychlostních vlaků bylo neefektivní nebo nerealizovatelné, například z důvodů terénních poměrů nebo nižšího vytížení tratě. Vlaky s naklápěním se však používají jak na klasických železničních tratích, tak na vysokorychlostních.
Existují 2 naklápěcí systémy:
- aktivní – naklápí skříň na základě elektronického impulsu – používá jej řada vlakových souprav Pendolino, ICE-T, ICE-TD, X2000, Acela
- pasivní – naklápí skříň působením gravitace na nepevnou část skříně – používá jej řada vlakových souprav Talgo